# Omero Urilli
Omero Urilli (Roma, 1º dicembre 1920 – Roma, 10 febbraio 2003) è stato un calciatore italiano, di ruolo ala sinistra.

## Carriera
Crebbe nelle giovanili della Lazio e successivamente in quelle della Roma, senza riuscire tuttavia a giungere inizialmente in prima squadra. Proseguì quindi la carriera in formazioni minori della capitale quali MATER e Alba, per poi tornare in giallorosso nel 1944 per disputare la Coppa Città di Roma e la seconda edizione del Campionato romano di guerra, entrambi vinti dai giallorossi.
Al termine della Seconda guerra mondiale, disputa con la Roma l'anomalo Campionato 1945-1946, formando con Amedeo Amadei e Naim Krieziu un trio d'attacco realizzando 7 reti in 19 incontri disputati, fra cui una nel derby del 23 dicembre 1945, vinto dalla Roma per 2 a 1. Non confermato per la stagione successiva, passa al Taranto, in Serie B. A fine stagione torna nel Lazio per disputare due stagioni con la maglia del Tivoli, con cui conquista la vittoria nel girone P della Serie C 1947-1948, a cui tuttavia non fece seguito il passaggio in Serie B a causa del blocco delle promozioni.
In carriera non ha disputato incontri nella Serie A a girone unico, mentre ha totalizzato 19 presenze (di cui 2 nel girone finale) nel campionato 1945-1946, che pur non essendo stato disputato a girone unico costituì comunque il massimo livello calcistico in Italia.

## Palmarès

### Club

#### Competizioni nazionali
- Serie C: 1

Tivoli: 1947-1948